# Општина Балта Доамнеј (Прахова)
Балта Доамнеј (рум. Balta Doamnei) општина је у Румунији у округу Прахова.
Oпштина се налази на надморској висини од 86 m.